# 流し写真法

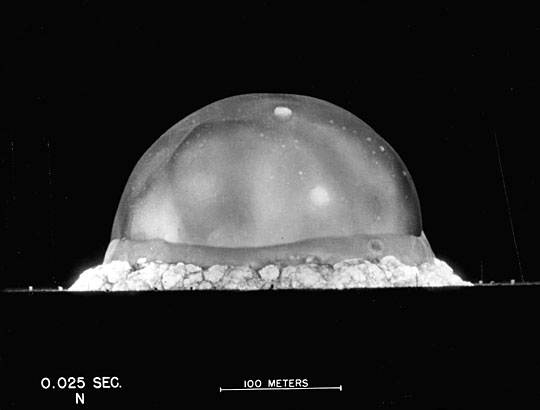
トリニティ実験での核爆発直後の火球。写真の下部に基準となるスケールと経過時間が入っており、これで爆速を概算する。（撮影：Berlyn Brixner）

流し写真法（ながししゃしんほう）とは、火薬の爆速を測定する方法の一種である。
一秒間に600枚以上を高速度撮影できるカメラを使用して爆発の挙動を連続撮影した写真を解析することで爆速を求める方法である。
爆速以外の要素も同時に測定出来るメリットもあるが、カメラ自体が衝撃波にさらされるため、壊れない特別な機材を必要とする。そのため他の方法に比べてコストが高い。
核爆発はあまりに大きすぎて、他の方法では爆速を測定することが困難であるため、流し写真法が用いられている。